# Associazione Calcio Pro Sesto 1995-1996
Questa pagina raccoglie le informazioni riguardanti l'Associazione Calcio Pro Sesto nelle competizioni ufficiali della stagione 1995-1996.

## Stagione
Nella stagione 1995-1996 la Pro Sesto ha disputato il girone A del campionato di Serie C1, classificandosi in sedicesima posizione con 31 punti, gli stessi dello Spezia, ma avendo perso i playout contro i liguri è retrocessa in Serie C2 insieme a Massese e Leffe. Il torneo è stato vinto 68 punti dal Ravenna che è stato promosso direttamente in Serie B, mentre la seconda promossa è stata l'Empoli che ha vinto i playoff. Sesto campionato consecutivo in Serie C1 per la Pro che punta sempre sui giovani, l'allena Mario Belluzzo, reduce da due ottime stagioni a Varese. La nuova Pro Sesto sembra leggera in attacco, in Coppa Italia non si parte bene, estromessa al primo turno dalla Cremapergo, formazione di Serie C2 con una doppia sconfitta. In campionato si soffre, al termine del girone di andata la squadra biancoceleste è terz'ultima con 16 punti, precede solo Leffe e Spezia, nella prima del girone di ritorno arriva la sconfitta interna (1-2) con il Saronno, si cambia allenatore, via Mario Belluzzo, la squadra passa a Franco Vannini, la Pro lotta strenuamente ma ottiene solo il sedicesimo posto. Per ottenere di mantenere la categoria per la settima stagione, se la deve vedere nei playout con lo Spezia giunto quindicesimo, anche se con gli stessi punti, ma per effetto della miglior classifica avulsa rispetto ai biancocelesti. In giugno si giocano i playout, con due pareggi che salvano gli aquilotti, ma non bastano ai sestesi che scendendo così in Serie C2.

## Rosa
| N. |                   | Ruolo | Calciatore       |
| -- | ----------------- | ----- | ---------------- |
|    | Italia (bandiera) | D     | Cristian Adami   |
|    | Italia (bandiera) | C     | Marcello Albino  |
|    | Italia (bandiera) | C     | Matteo Ambrosoni |
|    | Italia (bandiera) | D     | Gabriele Baraldi |
|    | Italia (bandiera) | D     | Tommy Beltrame   |
|    | Italia (bandiera) | C     | Ezio Brevi       |
|    | Italia (bandiera) | C     | Cristian Brocchi |
|    | Italia (bandiera) | D     | Damiano Cesari   |
|    | Italia (bandiera) | D     | Davide Corti     |
|    | Italia (bandiera) | D     | Stefano Di Gioia |
|    | Italia (bandiera) | P     | Marco Fortin     |
|    | Italia (bandiera) | P     | Antonio Gambino  |
|    | Italia (bandiera) | C     | Daniele Gardini  |

| N. |                   | Ruolo | Calciatore              |
| -- | ----------------- | ----- | ----------------------- |
|    | Italia (bandiera) | C     | Marco Lopriore          |
|    | Italia (bandiera) | C     | Valerio Mazzuccato      |
|    | Italia (bandiera) | C     | Andrea Federico Merenda |
|    | Italia (bandiera) | C     | Gianni Migliorini       |
|    | Italia (bandiera) | A     | Aniello Nino            |
|    | Italia (bandiera) | A     | Gian Battista Olivari   |
|    | Italia (bandiera) | C     | Santo Parise            |
|    | Italia (bandiera) | P     | Roberto Perrone         |
|    | Italia (bandiera) | A     | Tommaso Porfido         |
|    | Italia (bandiera) | A     | Massimo Sala            |
|    | Italia (bandiera) | C     | Elio Signorelli         |
|    | Italia (bandiera) | P     | Michele Tambellini      |
|    | Italia (bandiera) | C     | Davide Tedoldi          |

## Risultati

### Campionato

#### Girone di andata
| Saronno 27 agosto 1995 1ª giornata | Saronno          | 0 – 0 | Pro Sesto | Stadio Colombo-Gianetti\| Arbitro: \| Nucini (Bergamo) \| |
| Arbitro:                           | Nucini (Bergamo) |       |           |                                                           |

| Arbitro: | Alban (Bassano del Grappa) |

|  |           |                                |
|  | Marcatori | 24’, 78’ Cavicchia 46’ Giorgio |

| Arbitro: | Cito (Nichelino) |

|             |           |              |
| M. Sala 82’ | Marcatori | 72’ Balesini |

| Arbitro: | Pascariello (Lecce) |

|                    |           |             |
| Gadda 44’ Mero 84’ | Marcatori | 20’ M. Sala |

| Arbitro: | Lion (Padova) |

|  |           |               |
|  | Marcatori | 17’ Beltrammi |

| Arbitro: | Alvino (Salerno) |

|                           |           |             |
| Romairone 40’ Paolino 79’ | Marcatori | 10’ M. Sala |

| Arbitro: | Sputore (Vasto) |

|             |           |  |
| Tedoldi 89’ | Marcatori |  |

| Arbitro: | Strocchia (Nola) |

|  |           |             |
|  | Marcatori | 20’ Brocchi |

| Arbitro: | Gabriele (Frosinone) |

|  |           |                                   |
|  | Marcatori | 58’ Albino 79’ Olivari 83’ Parise |

| Arbitro: | Corda (Cagliari) |

|  |           |                 |
|  | Marcatori | 79’ Maffioletti |

| Arbitro: | Strazzera (Trapani) |

|                         |           |  |
| Superbi 53’ Benfari 56’ | Marcatori |  |

| Arbitro: | Bianchi (Prato) |

|             |           |                |
| Porfido 67’ | Marcatori | 42’ Cancellato |

| Arbitro: | Linfatici (Viareggio) |

|                                       |           |          |
| Cecconi 62’ (rig.), 85’ Vignaroli 75’ | Marcatori | 53’ Nino |

| Arbitro: | Mandolito (Cosenza) |

|           |           |  |
| Corti 90’ | Marcatori |  |

| Arbitro: | Tripaldi (Potenza) |

|                         |           |  |
| Gutili 21’ G. Rossi 23’ | Marcatori |  |

| Arbitro: | Bertini (Arezzo) |

|             |           |              |
| M. Sala 78’ | Marcatori | 71’ Tedeschi |

| Arbitro: | Acronzio (Teramo) |

|                                                   |           |           |
| Scazzola 18’ Clementi 20’ Nitti 23’ Milanetto 88’ | Marcatori | 64’ Corti |

#### Girone di ritorno
| Arbitro: | Pin (Conegliano) |

|             |           |                        |
| Olivari 14’ | Marcatori | 8’ Lugnan 63’ Cattaneo |

| Arbitro: | Cardella (Torre del Greco) |

|                                           |           |  |
| Radice 21’ Asta 62’, 79’ Guidoni 65’, 73’ | Marcatori |  |

| Arbitro: | Sciamanna (Ascoli Piceno) |

|                               |           |                        |
| Arcadio 43’ Cesari 68’ (aut.) | Marcatori | 21’ M. Sala 79’ Cesari |

| Arbitro: | Paparesta (Bari) |

|            |           |                   |
| Cesari 70’ | Marcatori | 21’ F. Fermanelli |

| Montevarchi 18 febbraio 1996 22ª giornata | Montevarchi    | 0 – 0 | Pro Sesto | Stadio Brilli Peri\| Arbitro: \| Borelli (Roma) \| |
| Arbitro:                                  | Borelli (Roma) |       |           |                                                    |

| Arbitro: | Tullio (Avezzano) |

|                  |           |  |
| E. Signorelli 7’ | Marcatori |  |

| Arbitro: | Zaltron (Bassano del Grappa) |

|                               |           |  |
| Colacone 26’ Sussi 56’ (rig.) | Marcatori |  |

| Arbitro: | S. Ayroldi (Salerno) |

|            |           |              |
| Olivari 4’ | Marcatori | 90’ Andreini |

| Arbitro: | Pascariello (Lecce) |

|                             |           |  |
| Gardini 80’ (rig.) Nino 87’ | Marcatori |  |

| Leffe 31 marzo 1996 27ª giornata | Leffe              | 0 – 0 | Pro Sesto | Stadio Carlo Martinelli\| Arbitro: \| Gregoroni (Napoli) \| |
| Arbitro:                         | Gregoroni (Napoli) |       |           |                                                             |

| Arbitro: | N. Ayroldi (Molfetta) |

|             |           |               |
| Olivari 40’ | Marcatori | 17’ Matteazzi |

| Arbitro: | Gambino (Barletta) |

|                            |           |             |
| Spatari 20’ Cancellato 48’ | Marcatori | 50’ Porfido |

| Arbitro: | Strocchia (Nola) |

|          |           |              |
| Nino 69’ | Marcatori | 80’ Ferrigno |

| Arbitro: | Strazzera (Trapani) |

|                 |           |  |
| Dalla Costa 81’ | Marcatori |  |

| Arbitro: | Ingenito (Nocera Inferiore) |

|           |           |              |
| Corti 80’ | Marcatori | 54’ M. Rossi |

| Arbitro: | Castellani (Verona) |

|                                                            |           |                                |
| Pompini 18’ (rig.) Salamone 35’ Oldoni 68’ A. Tedeschi 81’ | Marcatori | 26’ (rig.), 34’ (rig.) Gardini |

| Arbitro: | Cossero (Udine) |

|               |           |            |
| Ambrosoni 53’ | Marcatori | 15’ Foglio |

### Playout
| Arbitro: | Pizzini (Verona) |

|                        |           |                                      |
| Albino 36’ Tedoldi 68’ | Marcatori | 14’ (aut.) Ambrosoni 84’ Ghirardello |

| Arbitro: | Bertini (Arezzo) |

|              |           |              |
| Cecchini 14’ | Marcatori | 59’ Beltrame |

## Coppa Italia
| Arbitro: | Capozzi (Vicenza) |

|                  |           |  |
| Garofalo 9’, 86’ | Marcatori |  |

| Arbitro: | Sorte (Bergamo) |

|  |           |              |
|  | Marcatori | 62’ Garofalo |